# Pseudowintera
Pseudowintera, rod grmova ili manjeg drveća iz porodice Winteraceae. Sastoji se od 4 vrste; novoizelandski su endemi.
Opisan je u J. Bot. 71: 121. 1933.

## Vrste
1. Pseudowintera axillaris (J.R.Forst. & G.Forst.) Dandy
2. Pseudowintera colorata (Raoul) Dandy
3. Pseudowintera insperata Heenan & de Lange
4. Pseudowintera traversii (Buchanan) Dandy

## Sinonimi
- Wintera G.Forst. ex Tiegh.; non Murray